# Wassili Alexandrowitsch Dimow

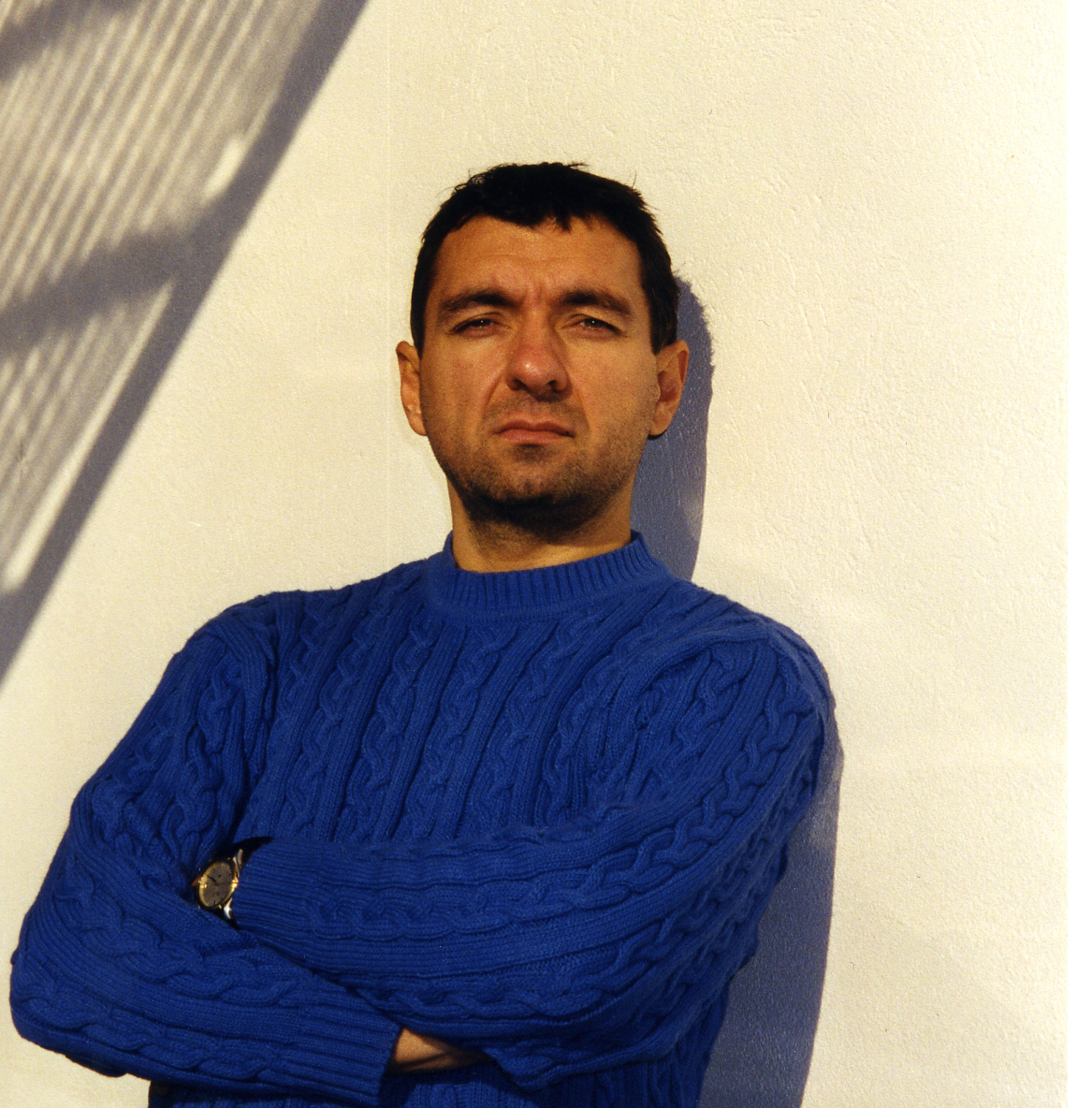
Wassili Dimow

Wassili Alexandrowitsch Dimow, russisch Василий Александрович Димов (auch Vasiliy Dimov, Vasilij Dimov, Wassilij Dimow; * 7. Januar 1957 in Ismajil, Ukrainische SSR), ist ein russischer Gegenwartsschriftsteller, der im Stil des „fiktiven Realismus“ schreibt.

## Leben
Wassili Dimow studierte von 1973 bis 1978 Journalistik an der Moskauer staatlichen Lomonossow-Universität und lebt seitdem in Moskau.

## Publikationen
Sein erstes Buch, Profil im geklebten Spiegel (russisch Профиль в склеенном зеркале), erschien 1991 im Moskauer Verlag Arena. Der Band besteht aus fünf Novellen, von denen zwei auch auf Deutsch erschienen sind: Von hündischem Charme (russisch О господине П., однажды меня предавшем, и о резерве собачьего обаяния) Lettre International – Berlin, 1996, # 34 und Ein Seraph… Zwei Seraphim… (russisch Один Серафим… Два Серафима) Lettre International – Berlin, 2001, # 55.
Sein erster Roman, Allusionen des heiligen Possekel (russisch Аллюзии святого Поссекеля), erschien 1996 auf Russisch im Berliner Verlag Berliner Debatte und wurde 1997 in der Kategorie „Bester russischer Roman des Jahres 1996“ für den russischen Bookerpreis nominiert. 1997 gingen die Rechte an dem Roman an den DuMont Buchverlag in Köln, der diesen Roman 1999 unter dem Titel Die vier Leben des heiligen Possekel in der Übersetzung von Sergej Gladkich in deutscher Sprache herausbrachte (ISBN 3-7701-4470-8).
Sein zweiter Roman, Tbilissimo (russisch «Тбилиссимо»), erschien 2003 im Moskauer Verlag  О.Г.И. Ein Auszug war bereits vorab 1997 in „Lettre International – Berlin, 1997, # 39“ ebenfalls in der Übersetzung von S. Gladkich erschienen. Die sterbende Kultur des südlichen Kaukasus ließ Dimow nicht los; er widmete ihr 2010 sein Prosapoem „Kafkasus“ (russisch «Кафказус»), das in der sibirischen Zeitschrift „Tag und Nacht“ (russisch «День и ночь») erschien. Ein Jahr später erschien dieses Gleichnis in „Lettre International – Berlin“ # 95 in deutscher Sprache. Darin verschmelzen Kafka, Kaukasus und Casus in eins: der Wahnsinn des Krieges, der Wahnsinn des Friedens, Provokation und Lyrik. 2012 folgte mit dem Band „Anabecdi“ die Fortsetzung, wobei Anabecdi georgisch „Abdruck“ bedeutet.
Sein dritter Roman, Moskau Montags (russisch «Москва по понедельникам»), wurde 2014 für den russischen Booker nominiert und erschien 2014 in der sibirischen Zeitschrift „Tag und Nacht“ Nr. 2. Er handelt von einem DDR-Studenten im sowjetischen Moskau. Eine weitere Figur ist der KGB-Mitarbeiter Vladimir Vladimirovic, der nicht zufällig an einen Politiker der Zeitgeschichte erinnert. 
Wassili Dimow war mehrfacher Stipendiat in Deutschland, den USA und Schweden, so u. a. am „Literarischen Colloquium“, in der „Literaturwerkstatt Berlin“, in der Academie Schloss Solituede, im Künstlerdorf Schöppingen und am Baltic Centre for Writers (Gotland, Schweden).